# Seznam zkratek v online diskusích
Tento seznam obsahuje výběr zkratek, které vznikly v různých chatových fórech a jsou používány v online diskusích v internetu.

## 0–9
| zkratka   | anglicky           | česky                                       |
| 2B \| !2B | To Be Or Not To Be | Být či nebýt (odvozeno podle jazyka C)      |
| 2MRW      | tomorrow           | zítra                                       |
| 2U        | To you             | tobě                                        |
| 4U        | For You            | pro tebe                                    |
| 4E        | Forever            | navždy                                      |
| 4EK       |                    | fórek (vtip)                                |
| 4EVER     | Forever            | navždy                                      |
| 4YEO      | For Your Eyes Only | soukromé, tajné (doslova "jen pro tvé oči") |
| 2L8       | Too Late           | (příliš) pozdě                              |
| 2H4U      | Too Hard For You   | pro Tebe moc těžký                          |
| 2M        | Tomorrow           | zítra                                       |
| 2D        | Today              | dneska                                      |
| +1        |                    | Souhlas                                     |
| @         | at                 | v (třeba ve 4h)                             |

## A
| zkratka | anglicky                | česky                                    |
| AAMOF   | As A Matter of Fact     | vlastně, jako ve skutečnosti             |
| ACAB    | All Cops Are Bastards   | všichni poldové jsou bastardi            |
| ACC     | Account                 | účet                                     |
| AFAIC   | As Far As I'm Concerned | co se týká mne                           |
| AFAICT  | As Far As I Can Tell    | pokud mohu říci                          |
| AFAIK   | As Far As I Know        | pokud se nepletu                         |
| AFAIR   | As Far As I Remember    | pokud si vzpomínám                       |
| AFK     | Away From Keyboard      | nejsem tu (doslova „pryč od klávesnice“) |
| AFK     | Adept For Kill          | adept na zabití                          |
| AIS     | As I Said               | jak jsem již řekl                        |
| AKA     | Also Known As           | taky známý jako, alias                   |
| ASAP    | As Soon As Possible     | co možná nejdříve                        |
| ASL     | Age, sex, land/location | věk, pohlaví a země pobytu               |
| ATB     | All the Best            | vše nejlepší                             |
| ATLT    | And Things like that    | a věci jako tato                         |
| ATM     | At the moment           | právě nyní                               |
| ATYS    | Anything You Say        | cokoliv říkáš                            |
| AVN     |                         | Ale vůbec ne!                            |
| AWOL    | Absence without leave   | odchod bez povolení                      |
| AYH     | Are You Here?           | jste tady?                               |
| AYOR    | At Your Own Risk        | na vlastní nebezpečí!                    |
| AYW     | As You Wish             | jak si přeješ                            |

## B
| zkratka | anglicky                  | česky                                                                    |
| B2B     | Business To Business      | od firmy k firmě                                                         |
| B2C     | Business To Customer      | od firmy k zákazníkovi                                                   |
| B2T     | Back To Topic             | zpátky k věci                                                            |
| B4      | Before                    | předtím                                                                  |
| B4N     | Bye For Now               | zatím ahoj, tak zatím...                                                 |
| B8      | Be                        | bejt (nespisovné "být")                                                  |
| BB      | Bye Bye                   | pápá, ahoj, nashle                                                       |
| BBB     | Blah Blah Blah            | Bla bla bla                                                              |
| BBC     | Big Black Cock            | Velké černé přirození                                                    |
| BBL     | Be Back Later             | vrátím se později                                                        |
| BBS     | Be Back Soon              | brzy se vrátím                                                           |
| BBFN    | Bye Bye For Now           | zatím ahoj, tak zatím...                                                 |
| BCS     | Because                   | protože                                                                  |
| BDAY    | Birthday                  | narozeniny                                                               |
| BDU     | Brain Dead User           | uživatel bez mozku                                                       |
| BF      | Boyfriend                 | přítel dívky                                                             |
| BF      | Best Friends              | nejlepší přátelé                                                         |
| BFA     | Bloody Fucking Admin      | zatracený administrátor                                                  |
| BFF     | Best Friends Forever      | nejlepší přátelé navždy                                                  |
| BFFL    | Best Friend For Life      | nejlepší přítel života                                                   |
| BFG     | Big Fucking Gun           | výraz pocházející ze hry DOOM, znamená Velká Zasraná Pistole/puška/zbraň |
| BFI     | Brute Force and Ignorance | surovost a ignorance                                                     |
| BFN     | Bye For Now               | zatím ahoj                                                               |
| BFU     | Brain Free User           | uživatel bez mozku                                                       |
| BFU     |                           | běžný Franta uživatel                                                    |
| BG      | BackGround                | pozadí                                                                   |
| BHD     | God Thanks                | bohudíky                                                                 |
| BHZL    |                           | bohužel, naneštěstí                                                      |
| BION    | Believe It Or Not         | věř tomu nebo ne                                                         |
| BK      | Back                      | zpět                                                                     |
| BOT     | Back On Topic             | abych se vrátil k věci                                                   |
| BO      | Or                        | Protože / nebo                                                           |
| BOW     | Best Of World             | nejlepší na světě                                                        |
| BRB     | Be Right Back             | budu hned zpátky / buď hned zpátky                                       |
| BRO     | Brother                   | bratr, bratře                                                            |
| BSOD    | Blue Screen of Death      | modrá obrazovka smrti (známá uživatelům operačního systému Windows)      |
| BTW     | By The Way                | mimochodem                                                               |
| BTW     | Between                   | mezi, spolu                                                              |
| BUR     |                           | Opak slova KEK = LOL                                                     |
| BVŽ     | God For You               | Bůh vám žehnej                                                           |

## C
| zkratka   | anglicky                | česky                           |
| CC        |                         | čau čau                         |
| CC        | concede                 | uznání prohry, porážky (ve hře) |
| cc        | z původního carbon copy | poslat v kopii (e-mail)         |
| CG(T)     | Congratulations         | gratuluji                       |
| CMIIW     | Correct Me If I'm Wrong | oprav mne, pokud se mýlím       |
| CNEE      | Consignee               | příjemce                        |
| CNN       |                         | celkem nic nového               |
| CNR       | Could Not Resist        | nedokázal jsem odolat           |
| COS       | because                 | protože                         |
| CS        |                         | čus                             |
| CTJ       |                         | co to je?                       |
| CU        | See You                 | nashle, ahoj, uvidíme se        |
| CU2       | See You, Too            | taky nashle ...                 |
| CU2M(oro) | See you tomorrow        | Uvidíme se zítra                |
| CUS       | See You Soon            | uvidíme se brzo                 |
| CYA       | See Ya                  | uvidíme se                      |
| ČKD       |                         | často kladené dotazy            |

## D
| zkratka | anglicky           | česky                      |
| DND     | Do Not Disturb     | nerušte                    |
| DMSN    |                    | dle mého skromného názoru  |
| DIY     | Do It Yourself     | udělej si sám              |
| DCL     |                    | docela                     |
| DD      |                    | Dobrý den                  |
| DK      |                    | Děkuji                     |
| DNR     | do not resuscitate | neresuscitovat, neoživovat |
| DR      | That’s right       | to jo, no                  |
| D8      | Date               | rande                      |

## E
| zkratka | anglicky                   | česky                      |
| EOD     | End Of Discussion          | konec diskuse              |
| EOF     | End Of File                | konec souboru              |
| EOM     | End of Message             | konec zprávy               |
| EOT     | End of Topic               | konec tématu               |
| NN      |                            | ne ne                      |
| ETA     | Estimated Time of Arrival  | předpokládaný čas příjezdu |
| ETS     | Estimated Time of Shipping | předpokládaný čas odeslání |

## F
| zkratka | anglicky                    | česky                                                                                                   |
| FA      | Forever alone               | věčný samotář                                                                                           |
| F2F     | Face-to-Face                | tváří v tvář                                                                                            |
| F2P     | Free-to-Play                | Druh online hry, která je zadarmo                                                                       |
| FAQ     | Frequently Asked Questions  | často kladené otázky                                                                                    |
| FAG     | Faggot                      | Teplouš                                                                                                 |
| FE      | For Example                 | například                                                                                               |
| FF      | FireFox                     | internetový prohlížeč Mozilla Firefox                                                                   |
| FF      | forfeit                     | uznání prohry, porážky (ve hře)                                                                         |
| FF      | For Fun                     | Pro Zábavu                                                                                              |
| FFS     | For Fuck's Sake             | jde o výraz zoufalství, synonymum OMG (odvozeno zvulgarizováním For God's Sake - pro lásku/milost boží) |
| FCI     | Free Cool In                | česky: frikulín - znamená, že je někdo Free Cool a In                                                   |
| FIFO    | first in first out          | kdo dřív přijde, ten dřív mele (typ datového zásobníku)                                                 |
| FISH    | first in still here         | zůstal jsem tady trčet (ironická obdoba FIFO)                                                           |
| FPS     | First-person Shooter        | střílečka z pohledu první osoby                                                                         |
| FPS     | Frames Per Second           | snímků za sekundu                                                                                       |
| FOAF    | Friend Of A Friend          | přítel přítele (ve smyslu: nezaručená zpráva, jen z doslechu)                                           |
| FTW     | For the win                 | důrazný projev nadšení na konci zprávy/komentáře, občas i sarkastický.                                  |
| FU      | Fuck You                    | jdi do prdele (seru na tebe)                                                                            |
| FUD     | Fear, Uncertainity, Doubt   | strach, nejistota, pochyby                                                                              |
| FUBAR   | Fucked Up Beyond All Repair | Situace/předmět je nenávratně (neopravitelně) zkurvená                                                  |
| FUMTU   | Fucked Up More Than Usual   | V prdeli více než obvykle                                                                               |
| FWIW    | For what it's worth         | |
| FYI     | For Your Information        | pro tvou/vaši informaci                                                                                 |
| FYEO    | For Your Eyes Only          | tajné (doslovně jen pro tvé oči)                                                                        |

## G
| zkratka          | anglicky                      | česky                                            |
| G8               | Gate                          | Brána                                            |
| GR8              | Great                         | super                                            |
| GF               | Good fight / Girlfriend       | dobrý boj / přítelkyně                           |
| GG               | Good game                     | dobrá hra, pěknou hru                            |
| GH               | Good hunt / Good half         | Dobrý lov / dobrý poločas, doslovně - Dobrá půle |
| GJ               | Good Job                      | dobrá práce                                      |
| GL               | Good Luck                     | mnoho štěstí                                     |
| GL               | Grenade Launcher              | granátomet                                       |
| GLHF             | Good Luck Have Fun            | mnoho štěstí a zábavy                            |
| GM               | Game Master                   | Správce hry, doslovný překlad - Herní Mistr      |
| GM               | Good Morning                  | Dobré ráno                                       |
| GN / GN8 / GNITE | Good Night                    | dobrou noc                                       |
| GNSD             | Good Night Sweet Dreams       | dobrou noc sladké sny                            |
| G2G              | (I've) got to go! / Gotta go! | musím pryč                                       |
| GOK              | God Only Knows                | to ví jen bůh                                    |
| GR               | Great / Good round            | dobré kolo (v počítačové hře)                    |
| GIYF             | Google is your friend         | Google je tvým přítelem                          |
| GW               | Good Work                     | dobrá práce                                      |
| GTG              | Got to go                     | musím jít                                        |
| GTB              | Go to bed                     | jdu do postele                                   |
| GS               | Go sleep                      | jdu spát                                         |
| GY               |                               | Děkuji                                           |
| GZ               | Gratz                         | Gratulace                                        |
| Ga               | Good afternoon                | Dobré odpoledne                                  |
| Ge               | Good evening                  | Dobrý večer                                      |

## H
| zkratka | anglicky             | česky                                      |
| HF      | Have fun             | Bav se                                     |
| HF      | Hate For (something) | Nenávist k (něčemu)                        |
| HM      | Hand Made            | ručně dělané                               |
| HSIK    | How Should I Know    | a jak to mám vědět?                        |
| HL      |                      | hele                                       |
| HTH     | Hope This Helps      | doufám, že to pomůže                       |
| HU      | I Hate You           | Nesnáším tě                                |
| HDYD    | How Do You Do        | Jak se máte? / Těší mě (při představování) |
| HVN     |                      | Hovno                                      |

## I
| zkratka   | anglicky                       | česky                                       |
| I2        | I too                          | Já taky                                     |
| I H8 U    | I hate you                     | nenávidím tě                                |
| IAE       | In Any Event                   | za všech okolností                          |
| IANAL     | I Am Not A Lawyer              | nejsem právník                              |
| ICQ       | I Seek You                     | Hledám tě                                   |
| IC        | I See..                        | rozumím, aha                                |
| IDC       | I Don't Care                   | nezájem                                     |
| IDGI      | I Don't Get It                 | tomu nerozumím                              |
| IDK       | I Don't Know                   | nevím, neznám                               |
| IE        | Internet Explorer              | webový prohlížeč Internet Explorer          |
| IFA       | Invisible for all              | Neviditelný pro všechny (Z icq klienta QIP) |
| IIANM     | If I Am Not Mistaken           | pokud se nepletu                            |
| IIRC      | If I Recall/Remember Correctly | pokud si správně vzpomínám                  |
| IKIWISI   | I'll Know It When I See It     | to budu vědět, až to uvidím                 |
| IKR       | I Know, Right                  | Vím dobře                                   |
| ILU (ILY) | I Love You                     | miluji tě                                   |
| IMAO      | In My Arrogant Opinion         | podle mého arogantního názoru               |
| IMCO      | In My Considered Opinion       | podle mého dobře zváženého názoru           |
| IMHO      | In My Humble Opinion           | podle mého skromného názoru                 |
| IMNSHO    | In My Not So Humble Opinion    | podle mého ne tak skromného názoru          |
| IMO       | In My Opinion                  | podle mého názoru                           |
| IOW       | In Other Words                 | jinými slovy                                |
| IRL       | In Real Life                   | v reálném životě                            |

## J
| zkratka | anglicky                  | česky                              |
| JFTR    | Just For The Record       | do protokolu, aby se nezapomnělo   |
| JFYI    | Just For Your Information | jen pro tvou/vaši informaci        |
| JJ (J)  |                           | jo jo / jo, jasně                  |
| JK      | Just Kiding               | Jen si dělám srandu / Jen vtípkuji |
| JN      |                           | jo no                              |
| JJPT    |                           | jo jo, přesně tak                  |
| JPP     |                           | jedna paní povídala                |
| JXVD?   |                           | Jak se vede?                       |
| JSN     |                           | Já se nudím                        |
| JŽŠ     |                           | Ježíši                             |

## K
| zkratka | anglicky                  | česky |
| K8      | Kate                      | |
| K       | ok                        | v pořádku/v pohodě/dobře                                                                                                   |
| KY      | okey                      | v pořádku/v pohodě/dobře                                                                                                   |
| KK      | ok ok                     | v pořádku/v pohodě/dobře                                                                                                   |
| KKT     |                           | kokot(e) |
| KC      | Keep cool                 | zachovej klid |
| KCH     |                           | Kolik chceš? (Pochvala za dobře vykonaný komický výstup/skutek, alternativa k LOL)                                         |
| KISS    | Keep it simple, stupid    | udělej to jednoduché, hlupáku                                                                                              |
| KO      | Knock Out                 | vyřadit(výhrou ze soutěže),například v boxu                                                                                |
| KPD     | Kills per death           | poměr zabitých ku úmrtí |
| KEK     |                           | Původem z World of Warcraft - když člen Hordy napíše lol, hráčovi Aliance se objeví kek. V podstatě tedy to samé jako lol. |
| KYS     | Kill yourself             | Zabij sám sebe / Spáchat sebevraždu.                                                                                       |
| KS      | kill steal / kill secured | ukradený kill, ukradené zabití / zajištění zabití                                                                          |
K$$. Kisses. Líbá

## L
| zkratka | anglicky                          | česky                                                      |
| L       | Loser                             | Loser                                                      |
| LAWL    |                                   | Jiný výraz pro hodně smíchu, podobné LoL                   |
| LIFO    | last-in, first-out                | (také typ datového zásobníku)                              |
| LILO    | last-in, last-out                 | kdo pozdě chodí, sám sobě škodí                            |
| LTW     | Like that's work                  | Jako by to pomohlo/k něčemu bylo                           |
| LMAO    | Laughing My Ass Off               | poseru se smíchem                                          |
| LMFAO   | Laughing My Fucking Ass Off       | poseru se smíchem                                          |
| LOLX    |                                   | Výraz používaný Asiaty, stejně jako lolzx a lolz (viz LOL) |
| LOL     | Lots Of Love                      | hodně lásky                                                |
| LOL     | Laughing Out Loud/Lot Of Laughing | hlasitě se směju/hodně se směju (často myšleno ironicky)   |
| LOL     | League of Legends                 | Liga legend (MOBARPG Počítačová hra)                       |
| LU      | Love You                          | miluju tě                                                  |
| L4      | Looking For                       | Hledám ...                                                 |
| LF      | Looking For                       | Hledám ...                                                 |
| LF      | Lonely Face                       | Smutný smajlík :-(                                         |
| LFP     | Looking for party                 | hledám partu (skupinu)                                     |
| LFG     | Looking For Group                 | Hledám partu                                               |
| LFM     | Looking For Members               | Hledám členy (do party)                                    |
| L8R     | Later                             | Později                                                    |
| L2P     | Learn to play                     | Nauč se (to) hrát                                          |
| L2      | Lineage 2                         | název mmorpg hry                                           |

## M
| zkratka      | anglicky                    | česky                           |
| M2           | Me too                      | já taky                         |
| M8           | mate                        | kamaráde                        |
| MFG          |                             | Mat-Fyz Girl                    |
| MFG          | my fucking God              | můj zasraný Bože (ó, můj Bože!) |
| MBL          | Mumble                      | Mumble                          |
| MIA          | missing in action           | nezvěstný                       |
| MMCH / MMCHD |                             | mimochodem                      |
| MMNT / MMT   |                             | moment                          |
| MODEM        | MOdulator/DEModulator       | MOdulator/DEModulator           |
| MB           | Mail Back                   | odepiš                          |
| MSIE         | Microsoft Internet Explorer | Microsoft Internet Explorer     |
| msg(r)       | message(messenger)          | zpráva (mesendžr, IM klient)    |
| MT           |                             | miluji tě                       |
| MTB          |                             | miluji tě broučku               |
| MTR          |                             | mám tě rád(a)                   |
| MTMR         |                             | mám tě moc rád/a                |
| MTM          |                             | moc tě miluji                   |
| MTSMR        |                             | mám tě strašně moc rád/a        |
| MYOB         | Mind your own business      | hleď si svého                   |
| MTT          |                             | mám takové tušení               |
| MZC          |                             | mazec                           |

## N
| zkratka     | anglicky           | česky                                                        |
| N1          | Nice one           | hezké, to se povedlo                                         |
| N1          | Number one         | Jsi/je nejlepší (osoba)                                      |
| N8          | Night              | dobrou noc                                                   |
| N/A         | Not Available      | nedostupný                                                   |
| NAK         | Not Acknowledged   | nesouhlasím                                                  |
| NAN         | Not a number       | číslo nesdělím, nemám číslo                                  |
| nb          |                    | nebo                                                         |
| NC          | No comment         | bez komentáře                                                |
| ND          | Nice Dreams        | dobrou noc                                                   |
| NJ (N)      |                    | no jo (no), ne                                               |
| nn          | no no              | nene                                                         |
| Nn          | Nighty night       | dobrou noc (dobrou)                                          |
| NOOB (N00B) | Newbie (Noobie)    | začátečník, nováček, nezkušený hráč, lama                    |
| NP          | Not a Problem      | bez problému                                                 |
| NPKC        |                    | na pokec (vizte též Kompost.cz)                              |
| NRN         | No Reply Necessary | odpověď není nutná                                           |
| NS          | Nice shot          | skvělý zásah/úder                                            |
| NT          | Nice Try           | dobrý pokus                                                  |
| NT          | no time            | nemám čas                                                    |
| NTSFW       | not safe for work  | nehodící se do práce (neotvírat v práci)                     |
| NSFW        | not safe for work  | nehodící se do práce (neotvírat v práci)                     |
| NSFL        | not safe for life  | nehodící se do života (ve smyslu: Opravdu to nechceš vidět!) |
| NVM         | Never mind         | nevadí (hovorově "neřeš")                                    |
| NVM         |                    | nevím                                                        |
| NWM         | No worries, Man!   | neměj strachy, člověče!                                      |
| NZ          |                    | nemáš/není zač                                               |

## O
| zkratka | anglicky          | česky                                                                |
| O5      |                   | opět                                                                 |
| O-O     | Over and Out      | přepínám a končím                                                    |
| OFC     | Of Course         | samozřejmě                                                           |
| OC      | Of Course         | samozřejmě                                                           |
| OIC     | Oh I see          | aha                                                                  |
| OKI     |                   | dobře (OK)                                                           |
| OMFG    | Oh my fucking God | Ó můj podělaný bože (vulgární a méně častý ekvivalent OMG)           |
| OMG     | Oh my God         | Ó můj bože                                                           |
| OMW     | On My Way         | Na cestě                                                             |
| ON      | Oh No             | Ó né!                                                                |
| OOK     | OOK               | přepis OK používaný fanoušky Zeměplochy, narážka na Knihovníkovo Ook |
| OT      | Off Topic         | nepatří k věci                                                       |
| OTOH    | On The Other Hand | na druhé straně                                                      |
| OKIS    |                   | dobře (OK)                                                           |
| ORLY?   | Oh Really?        | Opravdu?                                                             |

## P
| zkratka   | anglicky                                  | česky                                                                                       |
| P2P       | peer to peer                              | typ komunikačních sítí určených především ke sdílení souborů                                |
| P2P       | pay to play                               | placení za hry online typu                                                                  |
| PAC       |                                           | Poněvadž (jako protože), jako "páč" se vyskytuje i v řeči                                   |
| PEBKAC    | Problem Exists Between Keyboard And Chair | problém se nachází mezi klávesnicí a židlí                                                  |
| PK        | Player killer                             | Zabiják hráčů                                                                               |
| PLS       | Please                                    | prosím                                                                                      |
| PSM       |                                           | prosím                                                                                      |
| PSP       |                                           | PlayStation Portable                                                                        |
| PTZ, ptže |                                           | protože                                                                                     |
| PT        | party                                     | parta (např. ve smyslu "dej mi PT")                                                         |
| PVP       | Player versus player                      | hráč proti hráči                                                                            |
| PvP       | Party versus Player                       | parta proti hráči (nejčastěji ve hře World of Warcraft v BattleGroundu horda proti alíkovi) |
| PVE       | Player versus environment                 | hráč proti prostředí (proti NPC, mobům, creeperům, zkrátka postavám ovládaným hrou)         |
| PWN       |                                           | Preklep slova OWN viď PWND                                                                  |
| PWND      |                                           | preklep slova OWND(OWNED)-mám ťa, dostal som ťa                                             |

## Q
| zkratka     | anglicky                                  | česky                              |
| Q/A QNA Q&A | Question and Answer Questions and Answers | otázka a odpověď otázky a odpovědi |
| QATC        | Question Answered, Thread Closed          | Otázka zodpovězena, téma zamknuto  |

## R
| zkratka     | anglicky                                            | česky                                                                                              |
| R           | Right                                               | rozumím                                                                                            |
| RFN         | Right Fucking Now                                   | Právě teď kurva                                                                                    |
| ROFL, ROTFL | Rolling On (The) Floor Laughing                     | válím se po podlaze smíchy                                                                         |
| ROTFLOL     | Rolling On The Floor Laughing Out Loud              | válím se po podlaze s hlasitým smíchem                                                             |
| RES/RESS    | Resurrection                                        | Vzkříšení, resuscitace (často u MMORPG-ress me pls - oživ mě prosím)                               |
| RIP         | Recovery Is Possible                                | Recovery Is Possible (RIP), tak se jmenuje systém zálohování, záchrany a obnovení počítačových dat |
| R.I.P.      | Rest In Peace                                       | Odpočívej v pokoji                                                                                 |
| RL          | Real Life                                           | Reálný život                                                                                       |
| RN          | Right Now                                           | Právě teď                                                                                          |
| RS          | RuneScape                                           | MMORPG hra                                                                                         |
| R.S.S., rss |                                                     | rádo se stalo                                                                                      |
| RT          | Roger That                                          | rozumím tomu/chápu to/porozuměl jsem                                                               |
| RTFM        | Reboot this fucking machine/Read The Fucking Manual | Restartuj ten zasraný stroj (počítač)/Přečtěte si kurva příručku                                   |
| RUOK?       | Are You O.K.?                                       | Jsi v pohodě?                                                                                      |

## S
| zkratka | anglicky                             | česky                                                                             |
| S8N     | Satan                                | Satan, čert, ďábel                                                                |
| SAF     | See attached file                    | viz přílohu                                                                       |
| SBI     | So Be It                             | Budiž                                                                             |
| SJC     |                                      | Staré Jak Cyp                                                                     |
| SNAFU   | Situation Normal, All is Fucked Up   | Situace normální,všechno je v prdeli                                              |
| SOHO    | Small Office Home Office             | malá kancelář domácí kancelář - označení pro práci z domova                       |
| SOS     | Seal of star                         | pečeť hvězd/y (ze hry silkroad online)                                            |
| SOM     | Seal of moon                         | pečeť měsíce (ze hry silkroad online)                                             |
| SOSun   | Seal of sun                          | pečeť slunce (ze hry silkroad online)                                             |
| SRO     | SilkRoad online                      | současná MMORPG (hedvábná cesta)                                                  |
| SRY     | Sorry                                | Omlouvám se                                                                       |
| STFW    | Search The Fucking Web               | hledej na *ém webu                                                                |
| SUSFU   | Situation Unchanged, Still Fucked Up | Situace beze změn, stále v prdeli                                                 |
| SUYN    | Shut up You N00B                     | Drž hubu ty n00be (n00b : Označuje hráče začátečníka.Též Lama (počítačový žargon) |
| SWEIN   | So What Else Is New?                 | Tak co je ještě nového?                                                           |
sus suspicious podezřelý

## T
| zkratka      | anglicky                                | česky                                              |
| TANJ         | There Ain't No Justice                  | není spravedlnosti                                 |
| TBD          | To Be Done                              | je nutno ještě udělat                              |
| TBTK         |                                         | tobě taky                                          |
| TGBADQ       | Try Google Before Asking Dumb Questions | Zkus google, než se začneš hloupě ptát.            |
| TGIF         | Thank god it's Friday                   | Díky Bohu, že je už pátek                          |
| TBH          | To Be Honest                            | abych byl upřímný                                  |
| THC          | Thanks                                  | díky (stejné jako THX, ale méně užívané)           |
| THX          | Thanks                                  | díky                                               |
| THX1E6       | Thanks a million                        | děkuji milionkrát (1E6 = 1 000 000)                |
| TIA          | Thanks In Advance                       | děkuji předem                                      |
| TINA         | There Is No Alternative                 | k tomu není žádné alternativy                      |
| TINAR        | This Is Not A Recommendation            | toto není žádné doporučení                         |
| TJN          |                                         | To jo no                                           |
| TK           |                                         | tak                                                |
| TKC          |                                         | Tak co                                             |
| TLA          | Three Letter Acronym                    | třípísmenná zkratka                                |
| tl;dr (TLDR) | too long; didn't read                   | moc dlouhé, nečetl jsem (ve smyslu: „ve zkratce:“) |
| TLF          |                                         | Moment, telefonuji                                 |
| TTFN         | Ta-ta for now                           | zatím pa-pa                                        |
| TTJ          |                                         | tak to jo                                          |
| TTK          |                                         | tak to každopádně                                  |
| TTM          |                                         | taky tě miluju                                     |
| TTT          | this time tomorrow                      | zítra touhle dobou                                 |
| TTYL         | Talk To You Later                       | Pokecáme později                                   |
| TY           | Thank you                               | děkuji                                             |
| THX          | Thanks                                  | díky                                               |
| TS           |                                         | Team Speak                                         |
| TTDN         |                                         | to teda ne                                         |
| TTPJ         |                                         | tak to potom jo                                    |
| TX           | Thanks                                  | díky                                               |

## U
| zkratka    | anglicky                                | česky                                              |
| U          | you                                     | ty                                                 |
| U2         | You too                                 | ty/tobě taky                                       |
| UGBADQ     | Use Google Before Asking Dumb Questions | použij Google namísto ptaní se na hloupé otázky    |
| UPA        |                                         | úplně                                              |
| UPE        |                                         | úplně                                              |
| UFO / UFLO | Unidentified Ferrari-looking Object     | neidentifikovatelný jako Ferrari vypadající objekt |
| UHO        |                                         | univerzální hnědá omáčka                           |
| UR         | You are                                 | ty jsi/vy jste...                                  |
| URW        | You Are Welcome                         | rádo se stalo                                      |
| UNHA       |                                         | Univerzální Hadr na všechno                        |
| UTFG       | Use The Fucking Google                  | použij/používej ten zas... Google! (význam UGBADQ) |

## V
| zkratka | anglicky | česky    |
| VT, VNT |          | ventrilo |
| VBC     |          | vůbec    |

## W
| zkratka | anglicky                        | česky                                                  |
| W8      | Wait                            | počkej                                                 |
| WAID    | What An Interesting Development | Jaký to ale zajímavý vývoj událostí                    |
| WB      | Welcome Back                    | vítej zpět                                             |
| WCG     |                                 | Wo co go? O co jde?                                    |
| WD      | Well Done                       | výborně                                                |
| WIYF    | Wikipedia is your friend        | Wikipedie je tvůj přítel.                              |
| WP      | Well Played                     | Dobře zahráno (Používá se v MP hrách)                  |
| WOW     | World of Warcraft               | MMORPG hra                                             |
| WTF     | What The Fuck                   | Co to sakra (je/znamená)?                              |
| WTG     | Way To Go                       | Takhle se to má dělat! (ocenění něčího výkonu)         |
| WTS…    | Want to sell…                   | chci prodat…                                           |
| WTB…    | Want to buy...                  | chci koupit…                                           |
| WTT…    | Want to trade...                | chci vyměnit…                                          |
| WTZ     |                                 | Wo tým žádná! (= O tom žádná!, vizte též Kompost.cz)   |
| WYSIWYG | What you see is what you get    | Co vidíš, to dostaneš.                                 |
| WYSIWYM | What you see is what you mean   | Co vidíš, to máš na mysli.                             |
| WWJD    | What would Jesus do?            | Co by udělal Ježíš? Jak by se v této situaci zachoval? |
| WWDD    | What would Devil do?            | Co by udělal Ďábel? Jak by se v této situaci zachoval? |

## X
| zkratka | anglicky        | česky            |
| XOXO    | hugs and kisses | objetí a polibky |

## Y
| zkratka | anglicky              | česky                                    |
| YHBT    | You have been Trolled | někdo si z tebe utahuje!                 |
| YHL     | You Have Lost         | prohrál jsi                              |
| YMMD    | You Made My Day       | zachránil jsi mi tento den               |
| YOM     | you owe me            | dlužíš mi                                |
| YW      | you're welcome        | nemáte zač                               |
| YKWIM   | You know what I mean  | Ty víš co mám namysli (Ty víš co myslím) |

## Z
| zkratka | anglicky | česky     |
| Z5      |          | Zpět      |
| ZTT     |          | Zjisti to |